# Красная Горка (Теребищенская волость)
Красная Горка — деревня в Псковском районе Псковской области. Входит в состав Серёдкинской волости. 
Расположена в 3 км от северного побережья Псковского озера, в 91 км к северо-западу от Пскова и в 25 км к западу от села Серёдка.
Численность населения деревни по состоянию на 2000 год составляла 13 человек.
До 28 февраля 2005 года деревня входила в состав ныне упразднённой Теребищенской волости.

## Топографические карты
- Лист карты O-35-XVI Пылва. Масштаб: 1 : 200 000. Издание 1980 г.